# Daniel Keyes
Daniel Keyes (ur. 9 sierpnia 1927 w Nowym Jorku, zm. 15 czerwca 2014 w Boca Raton) – amerykański pisarz science-fiction.

## Życiorys
Debiutował trzema opowiadaniami w 1952, w 1959 opublikował swoje najsłynniejsze opowiadanie Kwiaty dla Algernona, nagrodzone w 1960 Nagrodą Hugo za najlepszą miniaturę literacką. W 1966 otrzymał nagrodę Nebula za tę samą historię przerobioną na powieść. Sukcesu tej kreacji już nie powtórzył, chociaż wydał jeszcze cztery powieści sci-fi: The Touch (1968), The Fifth Sally (1980), Until Death (1998) i The Asylum Prophecies (2009)
Ponadto wydał trzy kryminalne reportaże non-fiction: The Minds of Billy Milligan (wyd. 1981), nagrodzoną w 1986 Kurd-Laßwitz-Preis oraz nominowaną do Edgar Award w 1982, Unveiling Claudia (wyd. 1986), nominowaną do Edgar Award w 1987, a także The Milligan Wars: A True-Story Sequel (1994). W 2000 opublikował wspomnienia Algernon, Charlie, and I: A Writer's Journey
W 2000 otrzymał nagrodę Author Emeritus od stowarzyszenia Science Fiction and Fantasy Writers of America.
Od 1966 był wykładowcą, a od 1972 profesorem literatury angielskiej na Uniwersytecie Ohio.

### Polskie wydania
- Kwiaty dla Algernona, tłum. Krzysztof Sokołowski, Dom Wydawniczy Rebis 2005, ISBN 978-83-8062-222-7
- Człowiek o 24 twarzach, tłum. Anna Bartkowicz, Wielka Litera 2021, ISBN 978-83-8032-698-9